# John Gorton
John Grey Gorton (9. září 1911 – 19. května 2002) byl australský politik, představitelem Liberální strany Austrálie, v jejímž čele stál v letech 1968-1971. Ve stejných letech byl premiérem Austrálie. V kabinetech Roberta Menziese a Harolda Holta zastával řadu funkcí, byl mimo jiné ministrem námořnictví, ministrem vnitra, ministrem práce a ministrem školství.

## Premiér
Jako premiér pokračoval v australském angažmá ve Vietnamské válce, což mu sebralo mnoho popularity zejména po roce 1968. Ač byl člen Liberální strany, inklinoval spíše k silnému státu a centralizaci, což mu vyneslo kritiku z vlastních řad (například od Henry Bolteho či Roberta Askina). Podobně jako jiní politici 60. let 20. století si včas neuvědomil zvětšující se roli médií, zejména televize v politice, mediální neohrabanost mu byla často vyčítána, zejména v kontrastu s lídrem labouristů Goughem Whitlamem. S médii vedl tichou válku a ta ho na oplátku zobrazovala jako neschopného muže, který má problémy s alkoholem. I proto se liberálové ve volbách roku 1969 dočkali spektakulární porážky, když ztratili 15 procent a socialisté naopak 18 získali. Gortona zachránila jen koalice s Country party, která ztratila jen drobně, takže po volbách mohl znovu sestavit vládu. Po volbách se Gorton ocitl pod mohutným tlakem z lůna vlastní strany, předseda koaliční Country party John McEwen však hrozil, že bude-li Gorton odvolán z čela strany, koalice padne. Jenže v lednu 1971 McEwen skončil a jeho nástupce Doug Anthony prohlásil, že veto v otázce lídra Liberální strany již neplatí. To otevřelo cestu k odstavení Gortona. Útok na něj spustil ministr obrany jeho vlády Malcolm Fraser, který v březnu 1971 rezignoval a při rezignačním projevu v parlamentu prohlásil, že Gorton není hoden premiérského křesla. Na vnitrostranickém fóru sice své pozice Gorton těsně uhájil, ale nakonec prohlásil, že necítí podporu a důvěru svých spolustraníků, a že by si strana měla zvolit nového lídra, a tím i nového premiéra. Stal se jím William McMahon. Gorton ho požádal o funkci ministra obrany a McMahon mu vyhověl. Pět měsíců poté ho však odvolal pro neloajalitu. Všechny tyto spory přispěly k tomu, že volby v roce 1972 vyhrála Strana práce a ujala se vlády.